# Bogusz (herb szlachecki)
Bogusz − polski herb szlachecki, znany z jedynego wizerunku pieczętnego.

## Opis herbu
Opisy z wykorzystaniem zasad blazonowania, zaproponowanych przez Alfreda Znamierowskiego:
W polu trzy miecze w gwiazdę z grotami strzał na końcach ostrzy. 

## Najwcześniejsze wzmianki
Pieczęć Jana Bogusza z 1565 roku.

## Herbowni
Herb ten, jako herb własny, przysługiwał jednej tylko rodzinie herbownych:
Bogusz.